# Plaza Alem (Junín)

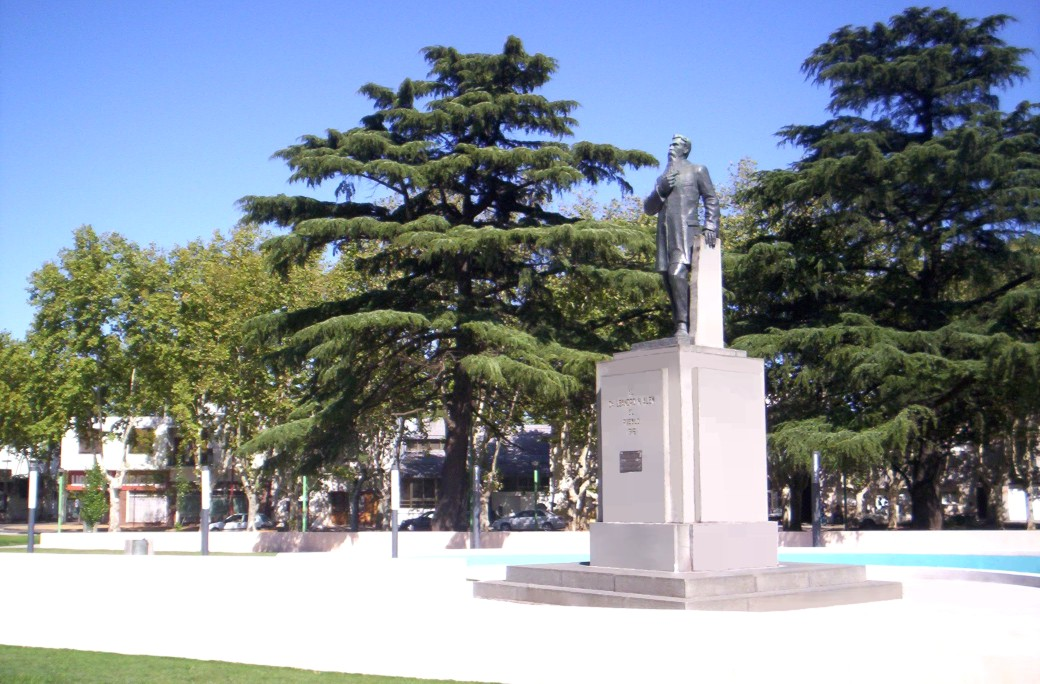
Monumento a Leandro N. Alem en la plaza homónima, en Junín, Argentina.

La Plaza Alem es un espacio verde público de la ciudad de Junín, Argentina, ubicado en un extremo del centro comercial, entre la terminal de ómnibus y la estación del ferrocarril.
Antiguamente, en la época fundacional de la ciudad, el predio era utilizado como cementerio. En el centro de la plaza se encuentra el monumento a Leandro N. Alem, con una de las esculturas más importantes de Junín.
En 2008 la plaza fue remodelada dándole una nueva y moderna imagen, revalorizando sus características históricas.

## Historia
Junín nació con la fundación del Fuerte Federación el 27 de diciembre de 1827. En el extremo norte del emplazamiento se encontraba el cementerio, lugar que siguió cumpliendo esa función incluso cuando el fuerte ya había dejado de existir y un pequeño pueblo se estaba formando en aquel paraje.  
En 1868 se decide el traslado de los restos allí enterrados hacia un nuevo lugar, que se convertiría en el actual Cementerio Central, ubicado 500 metros hacia el oeste.  Queda entonces un espacio verde que pasó a llamarse Plaza de la Cruz, debido a que en su centro había quedado una cruz de madera del viejo cementerio.  En 1900 una ordenanza le asignó la denominación "Plaza Leandro N. Alem", nombre que conserva hasta la actualidad.
El domingo 30 de junio de 1912 se colocó la piedra fundamental para erigir el monumento a Leandro N. Alem, fundador de la Unión Cívica Radical. Seis años después, con la presencia del gobernador de la provincia de Buenos Aires, Dr. José Camilo Crotto, el vicegobernador Ing. Luis Monteverde y ante unas 14.000 personas, el sábado 27 de julio de 1918 se inauguró el monumento, obra del escultor juninense Ángel María de Rosa. En aquella oportunidad, el gobernador Crotto manifestó en la parte final de su discurso:

"Ciudadanos, queda inaugurada la estatua de Leandro N. Alem, el patriarca austero del civismo argentino y entregado el símbolo al ciudadano y veneración de los hijos de este pueblo de Junín, modelo de virtudes republicanas."

A fines de 2007 comenzaron las obras de remodelación de la plaza, que sería reinaugurada a principios de 2008. Se construyó una fuente cuyos hilos de agua "abrazan" al monumento a Alem.  También se instaló iluminación especial para espacios verdes, se reestructuró la circulación y se reconstruyeron veredas.

## Características

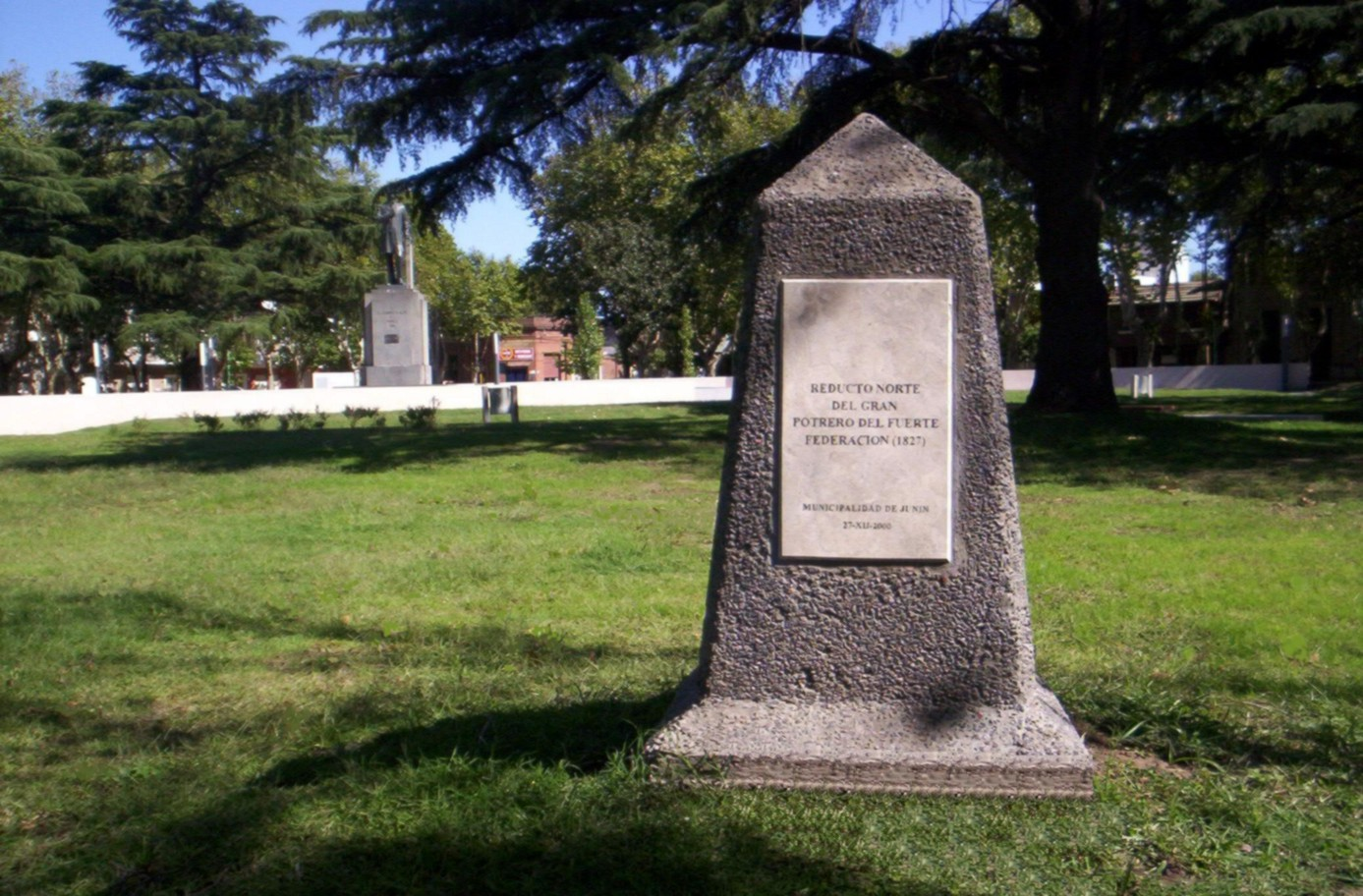
Monumento a Leandro N. Alem en la plaza homónima, en Junín, Argentina.

El monumento a Alem es uno de los más importantes con que cuenta Junín. La escultura fue realizada en Italia por el artista juninense Ángel María de Rosa y estuvo terminada para 1914. Pero debido a la Primera Guerra Mundial no se pudo trasladar a la Argentina hasta que finalizó el conflicto en 1918. Está realizada en bronce mediante la técnica de vaciado en molde perdido. Fue la primera obra en homenaje a Leandro N. Alem que se inauguró en la provincia de Buenos Aires.
Cerca de la esquina de Liliedal y Rivadavia se encuentra un hito histórico que da testimonio de la existencia del cementerio del Fuerte.

## Ubicación
La plaza se encuentra entre las calles Rivadavia, Colón, Belgrano y Liliedal. Cruzando esta última se halla la Plaza Sesquicentenario. Pertenece al Circuito Turístico Ferroviario de Junín.